# 曲秉善
曲 秉善（きょく へいぜん、1901年 – 没年不詳）は、中華民国・満洲国の官僚・医師。

## 事績
1926年（民国15年）4月、満洲医科大学専門部に入学し、1930年（民国19年）3月に卒業した。なお、この間に奉天東北大学法学院でも学んだとされる。1930年4月から翌1931年（民国20年）11月まで、満洲医科大学精神病教室医員補をつとめた。
満洲事変後の1931年11月に奉天自治指導部指導課主事に任命される。満洲国建国後の1932年（大同元年）4月から1935年（康徳2年）3月まで、民政部総務司文書科長をつとめた。同年4月、民政部総務司資料科長に転じるとともに、満洲国協和会に加わった。
1936年（康徳3年）4月、黒河省民政庁長に任命される。翌1937年（康徳4年）7月、満洲国中央へ呼び戻され、内務局監督処参事官兼第二科長となる。10月、経済部参事官に移り、更に協和会でも中央本部委員となった。1938年（康徳5年）10月、協和会中央本部実践部長に起用され、1940年（康徳7年）7月、中央本部国兵事務局局長となる。1941年（康徳8年）5月、国務院へ呼び戻され、民生部厚生司長に任命された。1943年（康徳10年）4月1日、四平省長に任命され、満洲国崩壊までつとめた。
満洲国崩壊後の1945年9月11日、曲秉善はソ連軍に逮捕され、シベリアへ連行された。1950年、中華人民共和国に引き渡され、撫順戦犯管理所で思想改造を受けた。1964年12月28日の第5回特赦で釈放されている。
曲秉善の没年は不詳となっている。